# Die Another Day (bài hát)
"Die Another Day" (tạm dịch: "Chết một ngày khác") là nhạc phim chủ đề của bộ phim James Bond cùng tên được trình bày bởi nữ nghệ sĩ thu âm Madonna. Đĩa đơn đã được phát hành cuối năm 2002 bởi hãng Warner Bros. Records đồng thời đánh dấu kỷ niệm 20 năm kể từ khi album đầu tay của cô được phát hành năm 1983. Ca khúc giành vị trí thứ 8 tại Mỹ và vị trí thứ 3 tại Anh, với 175,000 bản được bán – trở thành nhạc chủ đề thành công nhất của loạt phim Bond kể từ đĩa đơn "A View to a Kill" của Duran Duran phát hành năm 1985. Ca khúc sau đó đã được xuất hiện trong album phòng thu năm 2003 của cô, American Life, và tuyển tập năm 2009, Celebration.
Madonna đã trình diễn ca khúc trong hai tour lưu diễn thế giới của mình là Re-Invention World Tour vào năm 2004 và Sticky & Sweet Tour năm 2008-09, nhưng lần này, bài hát xuất hiện trong một video giới thiệu khi Madonna thủ vai một tay đấm bốc chuyên nghiệp cùng phần âm nhạc được phối khí lại.

## Bối cảnh và sáng tác
Ca khúc được đồng sáng tác và đồng sản xuất bởi Madonna và Mirwais Ahmadzaï và được viết ở khóa Đô thứ với phần hòa âm cho bộ dây được viết bởi Michel Colombier.
Bài hát đã được chọn để trở thành nhạc chủ đề của bộ phim James Bond, Die Another Day và xuất hiện trong album nhạc phim cùng tên phát hành năm 2003. Đĩa đơn sau đó đã tiếp tục được xuất hiện trong album thứ 9 của Madonna, American Life (2003) và được phát hành chính thức vào ngày 22 tháng 10 năm 2002 với tư cách là đĩa đơn dẫn đầu của album. Vào năm 2009, phiên bản đĩa đơn đã xuất hiện trong album tuyển tập thứ ba của cô, Celebration (2009). Đồng thời, "Die Another Day" đã trở thành bài hát chủ đề của loạt phim Bond thành công nhất kể từ thập niên 1980 cũng như đánh dấu kỷ niệm 20 năm sự nghiệp âm nhạc của Madonna kể từ khi đĩa đơn đầu tay của cô, "Everybody", ra mắt vào tháng 10 năm 1982.
Ngoài ra, "Die Another Day" không hề có giai điệu phim Bond cổ điển của David Arnold. Phần nhạc nền của phiên bản phối khí Dirty Vegas Mix của ca khúc có xuất hiện trong một cảnh phim. Một số bản phối khí khác có kèm theo phần lời đọc của Madonna.
Cô đồng thời cũng trình bày "Die Another Day" trong tour lưu diễn năm 2004, Re-Invention Tour và được sử dụng với tư cách là một video giới thiệu của Sticky & Sweet Tour (2008). Một phần trình diễn trực tiếp của ca khúc đã xuất hiện trong CD trực tiếp I'm Going to Tell You a Secret (2005). Theo thống kê của The Official Charts Company, ca khúc đã tiêu thụ được 175,000 tại Anh.

## Đánh giá chuyên môn

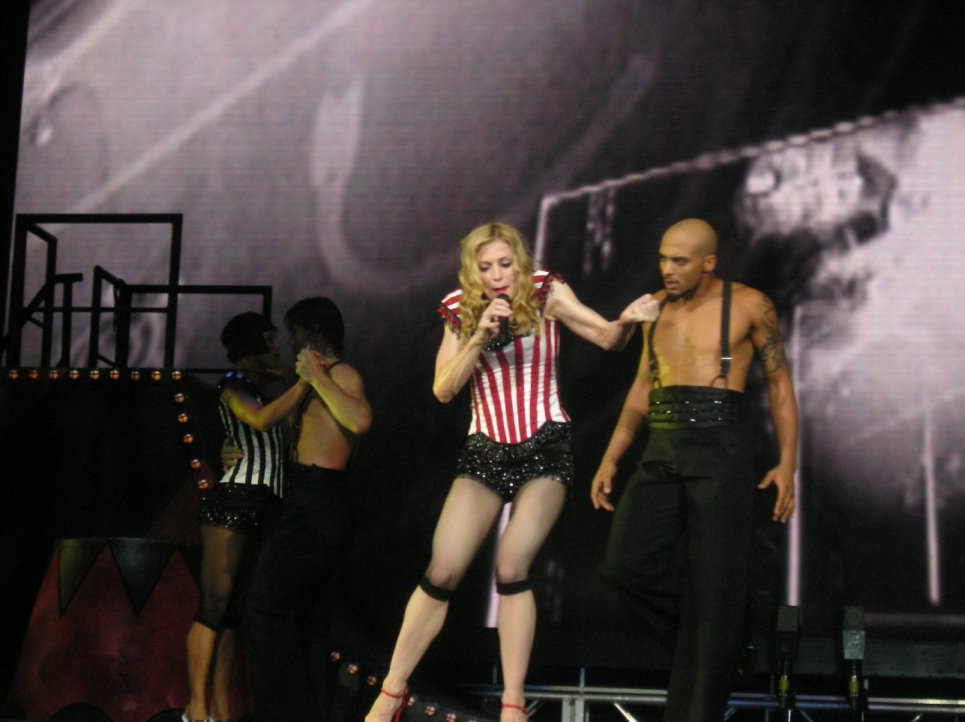
Madonna trình diễn ca khúc trong tour lưu diễn Re-Invention World Tour năm 2004.

Ca khúc nhận được những đánh giá trung lập. Stephen Thompson viết cho tờ The A.V. Club cho rằng ca khúc "đầy khí lực (và) có phần hook thiếu thốn" Ken Tucker viết cho tờ Entertainment Weekly cho rằng ca khúc là một "James Bond đầy nhạt nhẽo" và gọi ca khúc "không phải là Những bài hát cổ điển của Madonna hay Madonna Ăn kiêng với hương Chanh (nhằm trêu chọc sự nhạt nhẽo của bài hát còn hơn cả Album tuyển tập những bài hát cổ điển của cô hay hương vị của một loại nước uống dành cho người Ăn kiêng)."  James Hannaham từ tạp chí Spin lại đưa ra một nhận xét tích cực, cho rằng ca khúc rất "tuyệt hảo, cường điệu, nghe như một nhà triết học Xtôic đang trấn an một thế giới trở nên điên cuồng. Trong khi phần nhạc orchestra ma quái bị cạo bỏ (ám chỉ phần nhạc cổ điển của James Bond), trong khi Mirwais gặp rắc rối trong việc xoa dịu một quả bom Moog-synthesizer (một loại đàn điện tử của Robert Moog) trước khi nó nổ tung, thì Madonna lại tuyên bố [trong bài hát], "Tôi không thể đi vào lúc này"." Dan Gennoe viết cho Yahoo! Music rằng "Với phong cách và tỉ lệ nội dung [của bài hát] đè nặng phong cách đặc quyền [của Madonna], thật khó để không thấy [ca khúc] theo phong cách nhạc hộp đêm này đang quá cố gắng để trở nên quá khéo léo; đặc biệt là khi nhạc chủ đề không mang phong cách Bond của bộ phim Bond, 'Die Another Day', khiến bạn nghiến răng và phát nổ biến mất." Tạp chí Stylus thì lại nhận xét ca khúc khá tích cực, gọi "Die Another Day" là "một ca khúc hit được cắt xén của thể loại electroclash đầy hỗn loạn."
Những ý kiến khác nhau của những phê bình cũng giống như thực tế khi ca khúc được đề cử cho giải Quả cầu vàng cho Nhạc phim xuất sắc nhất cũng như một đề cử cho giải Mâm xôi Vàng cho Nhạc phim tệ nhất năm 2002. Trong một cuộc thăm dò ý kiến chính thức của MORI cho chương trình James Bond's Greatest Hits của kênh Channel 4 tại Anh, ca khúc chính là nhạc chủ đề James Bond nổi bật đứng thứ 9.
Ca khúc đồng thời cũng đã được đề cử cho Thu âm nhạc Dance xuất sắc nhất tại lễ trao Giải Grammy lần thứ 46 nhưng kết quả lại thuộc về tay của "Come Into My World" trình bày bởi Kylie Minogue.

## Diễn biến xếp hạng

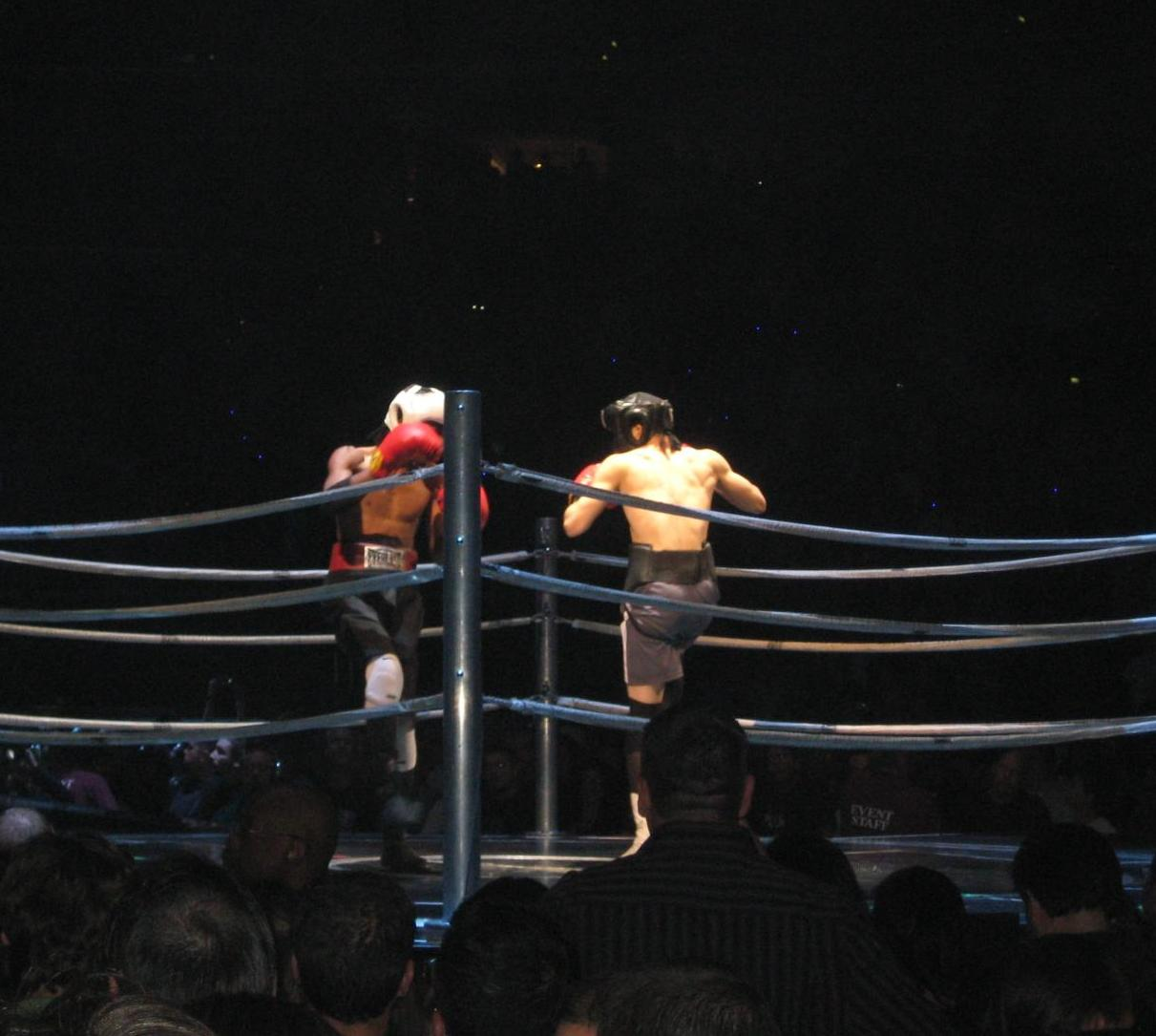
Hai đấu sĩ trong màn trình diễn "Die Another Day" tại Sticky & Sweet Tour năm 2008.

Đĩa đơn đã giành 11 tuần nằm tại vị trí quán quân của bảng xếp hạng Billboard Singles Sales Charts Mỹ và trở thành ca khúc thành công nhất trên bảng xếp hạng này của Madonna đến nay. Ca khúc đồng thời cũng trở thành đĩa đơn nhạc dance bán chạy nhất thứ năm của thập niên 2000 tại Mỹ.
Ngoài ra, "Die Another Day" cũng leo lên vị trí đầu bảng tại 12 quốc gia khác nhau, gồm 8 tuần liên tiếp đứng nhất trên bảng xếp hạng World Music Charts. Thêm nữa, bài hát đã trở thành đĩa đơn top 10 thứ 35 tại Mỹ của cô khi ca khúc đứng vị trí số 8 trên bảng xếp hạng Billboard Hot 100. Ở Châu Đại Dương, bài hát leo lên vị trí thứ 5 ở Úc, nằm trong bảng xếp hạng 19 tuần liền và leo lên vị trí thứ 22 ở New Zealand, nhưng chỉ nằm trong bảng xếp hạng này vỏn vẹn 3 tuần.

## Video âm nhạc

Madonna trong video của "Die Another Day", cô đã tiêu tốn $6,000,000 để thực hiện video này, trở thành video âm nhạc đắt đỏ nhất từng thực hiện.

Video âm nhạc của ca khúc được đạo diễn bởi đội chỉ đạo người Thụy Điển, Traktor, và được bấm máy vào ngày 22-27 tháng 8 năm 2002 tại Hollywood Center Studios ở Hollywood, California. Video gồm những dẫn chứng từ hàng loạt những bộ phim của James Bond, trong đó có: Honey Ryder (từ bộ phim năm 1962, Dr No), Rosa Klebb và con mèo Ba Tư màu trắng của Blofeld (từ bộ phim năm 1963, From Russia With Love), Oddjob và Jill Masterson (từ bộ phim năm 1964, Goldfinger), cánh tay sắt của Tee Hee từ bộ phim năm 1973, Live and Let Die, khẩu súng vàng của Francisco Scaramanga từ bộ phim The Man With The Golden Gun, cũng như bộ trang phục phi hành gia, một cuộc đấu kiếm ở nhà máy sản xuất kính Venetian và một người đàn ông có bộ hàm kim loại Cá mập, tất cả đều lấy tư liệu từ bộ phim năm 1979, Moonraker, ngoài ra, video còn có trận đánh lightsaber (thanh lazer) giữa Luke Skywalker và Darth Vader trong The Empire Strikes Back. Đồng thời, trong bộ phim cùng tên, cảnh tra tấn mở màn với General Moon, cảnh diễn viên Pierce Brosnan (người thủ vai James Bond sau này) đánh với Gustav Graves, và cảnh vai đôi (mình đánh với chính mình; trong trang phục đen và trắng) được thủ vai bởi đặc vụ kép Miranda Frost, đều được Madonna diễn lại trong video.
Ở đoạn cuối gây tranh cãi của video, Madonna đã thoát khỏi chiếc ghế điện theo kiểu Houdini, để lại đằng sau một chiếc ghế trống khắc câu Hebrew, לאו (tạm dịch là "cuộc trốn chạy vĩ đại" hay "tự do"), là một trong "72 tên của Chúa" sử dụng trong đạo Kabbalah. Sau đó, video kết thúc với cảnh ống súng của loạt phim Bond, khi Madonna mở toang cánh cửa để trốn thoát khỏi cuộc tra tấn.
Số tiền sản xuất cho video là $6,000,000, trở thành video âm nhạc mắc tiền thứ hai từng thực hiện, chỉ sau "Scream" của Michael Jackson và Janet Jackson.
- Đạo diễn: Traktor (Mats Lindberg, Pontus Löwenhielm, Ole Sanders)
- Sản xuất: Jim Bouvet
- Đạo diễn hình ảnh: Harris Savides
- Biên tập: Rick Russell
- Công ty sản xuất: Traktor Films

## Các ca khúc và dạng phát hành
| Đĩa vinyl quảng bá 2 x 12" tại Anh (SAM 00721) Đĩa vinyl quảng bá 2 x 12" tại Mỹ (PRO-A-101005) - A "Die Another Day" (Dirty Vegas Main Mix) – 10:08 - B1 "Die Another Day" (Thee RetroLectro Mix) – 6:59 - B2 "Die Another Day" (Deepsky Remix) – 7:27 - C "Die Another Day" (Thunderpuss Club Mix) – 9:25 - D "Die Another Day" (Thee Die Another Dub) – 8:26 Đĩa vinyl 2 x 12" tại Anh (W 0595 T) Đĩa vinyl 2 x 12" tại Mỹ (42492-0) Đĩa vinyl 12" tại châu Âu (9362 42492-0) - A "Die Another Day" (Dirty Vegas Main Mix) – 10:08 - B "Die Another Day" (Thunderpuss Club Mix) – 9:25 - C1 "Die Another Day" (Thee RetroLectro Mix) – 6:59 - C2 "Die Another Day" (Deepsky Remix) – 7:27 - D "Die Another Day" (Dirty Vegas Dub) – 9:10 Đĩa vinyl 7" tại Mỹ (7-16684) - A "Die Another Day" (Bản cắt của đài phát thanh) – 3:27 - B "Die Another Day" (Phiên bản của album) – 4:38 Đĩa đơn CD tại Mỹ (5439-16681-2) 1. "Die Another Day" (Bản cắt của đài phát thanh) – 3:27 2. "Die Another Day" (Dirty Vegas Main Mix) – 10:08 | Đĩa đơn CD của châu Âu (9362 42494-2) 1. "Die Another Day" (Bản cắt của đài phát thanh) – 3:27 2. "Die Another Day" (Thunderpuss Club Mix) – 9:25 3. "Die Another Day" (Thee RetroLectro Mix) – 6:59 Đĩa Maxi-CD tại Mỹ (42492-2) Đĩa đơn CD tại Nhật (WPCR-11398) Đĩa đơn Maxi-CD tại châu Âu (9362 42492-2) Đĩa đơn CD 1 tại châu Úc (9362-42492-2) 1. "Die Another Day" (Bản cắt của đài phát thanh) – 3:27 2. "Die Another Day" (Dirty Vegas Main Mix) – 10:08 3. "Die Another Day" (Thee RetroLectro Mix) – 6:59 4. "Die Another Day" (Thunderpuss Club Mix) – 9:25 5. "Die Another Day" (Deepsky Remix) – 7:27 6. "Die Another Day" (Brother Brown's Bond-Age Club) – 7:51 Đĩa đơn CD tại Đức (9362 42495-2) Đĩa đơn CD 2 tại châu Úc (9362-42495-2) 1. "Die Another Day" (Bản cắt của đài phát thanh) – 3:27 2. "Die Another Day" (Dirty Vegas Main Mix) – 10:08 3. "Die Another Day" (Deep Sky Edit) – 4:06 |

## Bảng xếp hạng và chứng nhận
| Bảng xếp hạng (2002)                     | Vị trí cao nhất |
| ---------------------------------------- | --------------- |
| Australian ARIA Singles Chart            | 5               |
| Austrian Singles Chart                   | 2               |
| Canadian Singles Chart                   | 1               |
| Dutch Singles Chart                      | 4               |
| Finnish Singles Chart                    | 4               |
| French SNEP Singles Chart                | 15              |
| German Singles Chart                     | 4               |
| Greek Singles Chart                      | 2               |
| Hungary (Rádiós Top 40)                  | 19              |
| Italian FIMI Singles Chart               | 1               |
| Japanese Oricon Weekly Singles Chart     | 80              |
| Japanese Oricon International Singles    | 1               |
| New Zealand RIANZ Singles Chart          | 22              |
| Romanian Singles Chart                   | 1               |
| Spanish Singles Chart                    | 1               |
| Swedish Singles Chart                    | 4               |
| Swiss Singles Chart                      | 4               |
| UK Singles Chart                         | 3               |
| U.S. Billboard Hot 100                   | 8               |
| U.S. Billboard Adult Top 40              | 23              |
| U.S. Billboard Hot Dance Music/Club Play | 1               |
| U.S. Billboard Top 40 Mainstream         | 4               |
| U.S. Billboard Top 40 Tracks             | 8               |

| Bảng xếp hạng (2000–09) | Vị trí cao nhất |
| ----------------------- | --------------- |
| US Hot Dance/Club Play  | 18              |

| Bảng xếp hạng (2002)             | Vị trí cao nhất |
| -------------------------------- | --------------- |
| Austrian Singles Chart           | 60              |
| Belgian Singles Chart (Flanders) | 77              |
| Belgian Singles Chart (Wallonia) | 65              |
| French Singles Chart             | 84              |
| Italian Singles Chart            | 4               |
| Netherlands Singles Chart        | 71              |
| U.K. Singles Chart               | 80              |
| Swiss Singles Chart              | 44              |

| Quốc gia | Chứng nhận  |
| -------- | ----------- |
| Úc       | Vàng        |
| Bỉ       | Vàng        |
| Canada   | 2× Bạch kim |
| Pháp     | Bạc         |
| Hy Lạp   | Vàng        |